# Caoilinn Hughes
Caoilinn Hughes (Galway, 29 luglio 1985) è una scrittrice irlandese.

## Biografia
Nata nel 1985 a Galway, ha conseguito un B.A. e un M.A. alla Queen's University Belfast e un dottorato di ricerca all'Università Victoria di Wellington in Nuova Zelanda.
Nel 2014 ha pubblicato la sua prima raccolta di liriche, Gathering Evidence, vincendo l'Irish Times Strong/Shine Award l'anno successivo mentre il suo esordio nella narrativa è avvenuto nel 2018 con il romanzo Orchid And The Wasp, accostato a Parlarne tra amici della connazionale Sally Rooney.
Nel 2021 ha dato alle stampe Le conseguenze vincendo l'Encore Award destinato al miglior secondo romanzo.
Suoi racconti sono apparsi in riviste letterarie quali Granta e sue poesie sul sito della Poetry Foundation.

## Opere

### Raccolte di poesie
- Gathering Evidence (2014)

### Romanzi
- Orchid And The Wasp (2018)
- Le conseguenze (The Wild Laughter, 2021), Roma, Pessime idee, 2021 traduzione di Anna Mioni ISBN 9791280016126.

## Premi e riconoscimenti

### Vincitrice
Encore Award
- 2021 con Le conseguenze[9]

Premio O. Henry
- 2019 con Prime[10]

Irish Book Awards
- 2020 nella sezione "Miglior racconto" con I Ate It All And I Really Thought I Wouldn't[11]